# Габрієль Гайнце
Габрієль Гайнце (ісп. Gabriel Iván Heinze, 19 квітня 1978, Креспо) — аргентинський футболіст, захисник «Олімпіка» (Марсель) і збірної Аргентини. Автор першого голу збірної Аргентини на Чемпіонаті світу в ПАР 2010 року.

## Біографія
Народився в аргентинському містечку Креспо. Батько — російський німець, мати — італійка родом з Сицилії.

### Клубна кар'єра
У великому футболі Гайнце дебютував 1996 року за Ньюеллс Олд Бойз. 2004 року, транзитом через Реал Вальядолід, лісабонський Спортінг і ПСЖ, опинився в Манчестер Юнайтед. Сума операції склала 8 мільйонів євро. Перший свій сезон на Олд Траффорд відіграв дуже добре. Однак спочатку сезону 2005/06 отримав серйозну травму, яка залишила його поза грою на вісім місяців і, швидше за все, дуже сильно відбилася на подальшошу перебуванні в МЮ. Влітку 2007 року за 8 мільйонів фунтів стерлінгів він став гравцем мадридського Реала. Там Габрієль зі змінним успіхом грав два роки, але з поверненням ери Галактікос стало зрозуміло, що йому не місце на Сантьяго Бернабеу, внаслідок чого в липні 2009 року аргентинець підписав контракт з «Марселем», найлютішим ворогом ПСЖ, в якому колись вже грав. В «Марселі» Габрієль став лідером оборони й у свій перший сезон допоміг клубу завоювати довгоочікуване золото національної першості.

### Кар'єра у збірній
Дебютував за національну команду 30 квітня 2003 року у товариському матчі проти збірної Лівії. На чемпіонаті світу 2010 року забив перший гол збірної Аргентини на турнірі 12 червня в ворота Нігерії.

## Ігрові дані
Може зіграти в центрі оборони або ліворуч. В обороні ніколи не був еталоном надійності, хоча кваліфікація знаходиться на високому рівні. Забиває, як для захисника, нерідко. Інколи, навіть, прямим ударом зі штрафного.

## Досягнення

### Клубні

#### Парі Сен-Жермен
- Володар Кубку Франції: 2003-04

#### Манчестер Юнайтед
- Чемпіон Англії: 2006-07
- Володар Кубка Ліги: 2005-06
- Володар Суперкубка Англії: 2007

#### Реал Мадрид
- Чемпіон Іспанії: 2007-08
- Володар Суперкубка Іспанії: 2008

#### «Олімпік» (Марсель)
- Чемпіон Франції: 2009-10
- Володар Кубка Ліги: 2009-10, 2010-11

### Міжнародні
- Олімпійський чемпіон: 2004
- Срібний призер Кубка Америки: 2004, 2007

### Індивідуальні
- Найкращий футболіст МЮ за версією вболівальників: 2005